# Johann Georg Reitz
Johann Georg Reitz (* 15. Januar 1875 in Ernst/Mosel; † 16. Mai 1944 in Koblenz) war ein römisch-katholischer Theologe, Historiker und rheinländischer Heimatforscher.

## Leben und Wirken
Reitz wurde 1875 in Ernst an der Mosel geboren. Nach dem Abitur am Regino-Gymnasium in Prüm studierte er in Trier Theologie, wo er am 18. März 1899 zum Priester geweiht wurde. Von 1899 bis 1903 war er Kaplan an St. Kastor in Koblenz, 1903 bis 1907 Pfarrer in Damscheid und Wiebelsheim, 1908 bis 1914 Dechant in Birkenfeld und ab 1914 Gefängnisgeistlicher und Rektor des Koblenzer Bürgerhospitals. 1918 wurde er in Bonn mit einer Arbeit über die Geschichte des geistlichen und ritterschaftlichen Grundbesitzes im ehemaligen Kurtrier zum Dr. phil. promoviert. 1923 wurde das Bürgerhospital in die städtischen Krankenanstalten Kemperhof verlegt, wo Reitz wieder Rektor wurde und bis zu seinem Tod 1944 tätig war. Sein Grab befindet sich in Ernst.
Reitz veröffentlichte zahlreiche Aufsätze zur Wirtschafts-, Verwaltungs- und Kirchengeschichte des ehemaligen Erzstiftes Trier. Von 1920 bis 1930 gab er die Mittelrheinischen Geschichtsblätter als Beilage zur Koblenzer Volkszeitung heraus. Darüber hinaus erarbeitete er sämtliche Pfarrgeschichten von Koblenz und Umgebung. Zudem war er Mitglied der Kommission für das Koblenzer Görresdenkmal. Sein umfangreicher und teilweise unveröffentlichter Nachlass befindet sich im Landeshauptarchiv Koblenz und im Bistumsarchiv Trier.

## Schriften
- Schriften von und über Georg Reitz in der Rheinland-Pfälzischen Bibliographie.
- Digitalisate der Mittelrheinischen Geschichtsblätter (1920–1930).